# Zr. Ms. Amsterdam (A836)
Zr. Ms. Amsterdam (A 836) byla rychlá podpůrná zásobovací loď nizozemského královského námořnictva. Sloužila k zásobování nizozemských válečných lodí palivem, municí, vodou a dalším materiálem. Dne 4. prosince 2014 byla loď vyřazena ze služby a nahrazena víceúčelovou podpůrnou lodí Zr. Ms. Karel Doorman (A833). Nadbytečné plavidlo v červenci 2014 zakoupilo peruánské námořnictvo, které jej do služby zařadilo dne 4. prosince 2014 jako BAP Tacna (ARL-158). V nizozemském plavidlu Amsterdam nahradí nové plavidlo Zr. Ms. Den Helder.

## Pozadí vzniku

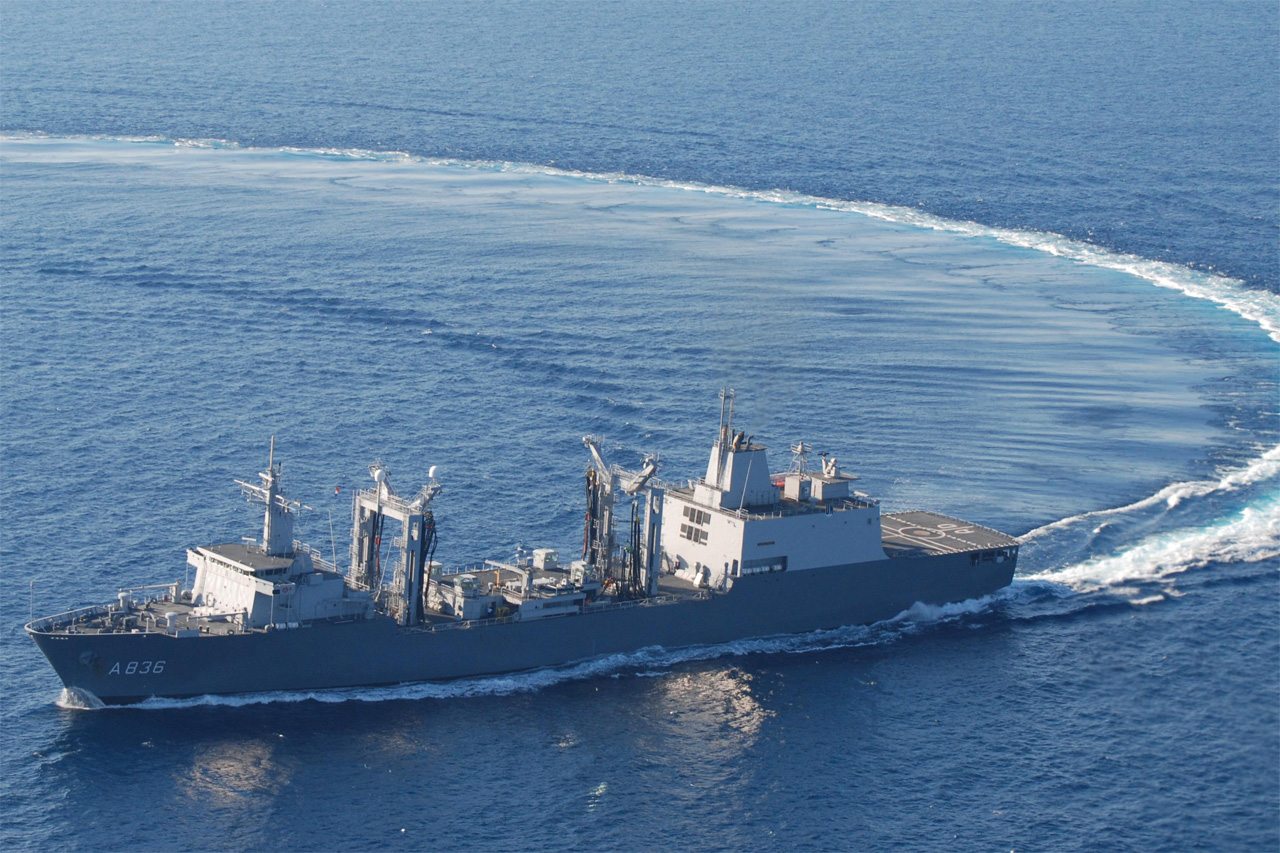
Amsterdam (A836)

Plavidlo postavila loděnice Schelde Group ve Flushingu. Do služby vstoupila v roce 1995.

## Konstrukce

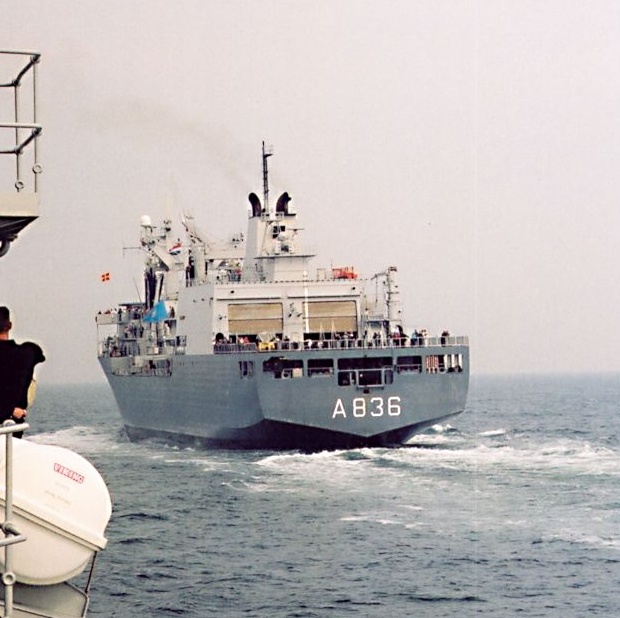
Amsterdam (A836)

Kapacita plavidla je 6700 tun paliva, 1660 tun leteckého petroleje a 500 tun dalšího nákladu. K obraně lodě slouží jeden 30mm systém Goalkeeper a dva 12,7mm kulomety. Na zádi plavidla se nachází přistávací paluba a hangáry pro uskladnění vrtulníků. Loď může nést čtyři stroje typu Westland Lynx či tři typu NH-90. Pohonný systém tvoří dva diesely. Nejvyšší rychlost dosahuje 21 uzlů.

## Operační služba
V roce 2010 byl Amsterdam nasazen u pobřeží Somálska a v Adenském zálivu v protipirátské operaci EU Atalanta. Zásoboval zde válečné lodě EU Task Force 465. Posádka lodi Amsterdam zde rovněž několikrát zasáhla proti pirátským plavidlům. V lednu 2011 byl Amsterdam nasazen u Pobřeží slonoviny, kde zásoboval francouzskou výsadkovou loď Tonnere, evakuující ze země občany EU.